# Вайсман, Дрю
Дрю Вайсман (англ. Drew Weissman; род. 7 сентября 1959, Лексингтон) — американский иммунолог, биохимик и учёный-медик, наиболее известный своим вкладом в исследование РНК. Лауреат Нобелевской премии по физиологии и медицине 2023 года вместе с Каталин Карико за «открытия, касающиеся модификаций нуклеозидных оснований, которые позволили разработать эффективные мРНК-вакцины против COVID-19».
Его работа помогла разработать эффективные мРНК-вакцины, наиболее известными из которых являются вакцина против COVID-19 производства BioNTech/Pfizer и Moderna. Вайсман является профессором медицины в Медицинской школе Перельмана при Университете Пенсильвании (англ. Perelman School of Medicine at the University of Pennsylvania). Он и его коллега-исследователь Каталин Карико получили множество наград, в том числе премию за клинические медицинские исследования Ласкера-Дебейки (2021). Член Американского философского общества (2024).

## Биография
Родился в Лексингтоне (штат Массачусетс), в еврейско-итальянской семье. Его отец Харолд Вайсман был инженером и основателем компании по разработке оптических зеркал для космических спутников, мать  Эйдел Вайсман (урождённая Греко) была зубным гигиенистом. 
Хэл - еврей, а Адель - итальянка. Хотя его мать не приняла иудаизм, Дрю вырос, отмечая все еврейские праздники.
В пятилетнем возрасте у Дрю Вайсмана был диагностирован сахарный диабет 1-го типа, и необходимость ежедневных инъекций инсулина, а также частых анализов уровня глюкозы в крови привели к его интересу к науке и медицине.
Получил степень бакалавра и магистра в Брандейском университете в 1981 году, где специализировался в области биохимии и энзимологии и работал в лаборатории Джеральда Фасмана.
Подготовил и защитил свою дипломную работу по иммунологии и микробиологии в Бостонском университете, где получил степень доктора медицины и доктора философии в 1987 году. После этого Вайсман прошёл ординатуру в Медицинском центре диакониссы Бет Израэл (англ. Beth Israel Deaconess Medical Center), после чего получил стипендию в Национальных институтах здравоохранения США (англ. National Institutes of Health, NIH) под руководством Энтони Фаучи, нынешнего директора Национального института аллергии и инфекционных заболеваний (англ. National Institute of Allergy and Infectious Diseases).

## Семья
Жена — Мэри Эллен Вайсман (англ. Mary Ellen Weissman, Ph.D.), детский психолог, как и муж выпускница Брандейского университета. Дочери Рэйчел и Эллисон.

## Награды и отличия
- 2020 — Премия Розенстила
- 2021 — Prince Mahidol Award[англ.]
- 2021 — Dr. Paul Janssen Award for Biomedical Research[англ.]
- 2021 — Премия принцессы Астурийской
- 2021 — BBVA Foundation Frontiers of Knowledge Award[24]
- 2021 — Золотой гусь
- 2022 — Премия за прорыв в области медицины
- 2022 — Медаль Бенджамина Франклина
- 2022 — Медаль Джесси Стивенсон-Коваленко
- 2022 — Премия Ласкера — Дебейки за клинические медицинские исследования
- 2022 — Премия Японии
- 2022 — Международная премия Гайрднера
- 2022 — Премия Роберта Коха
- 2022 — Warren Alpert Foundation Prize[англ.]
- 2023 — Jonathan E. Rhoads Medal for Distinguished Achievement in Medicine
- 2023 — Нобелевская премия по физиологии и медицине